# Nigorella
Nigorella là một chi nhện trong họ Salticidae.

## Các loài
- Nigorella aethiopica Wesołowska & Tomasiewicz, 2008 – Ethiopia
- Nigorella albimana (Simon, 1902) – West and Central Africa
- Nigorella hirsuta Wesołowska, 2009 – Zimbabwe, South Africa
- Nigorella manica (L. Koch, 1875) – Zimbabwe